# La Mise à l'aveugle
Pour plus de détails, voir Fiche technique et Distribution.
La Mise à l'aveugle est un film québécois réalisé par Simon Galiero, sorti en 2012.

## Synopsis
Denise est une comptable retraitée d'une grande entreprise qu'elle dirigeait avec son ex-mari avant qu'ils ne passent la main à leur fils. Elle retourne vivre dans le quartier de son enfance où elle se lie d'amitié avec Paul, son voisin de palier qui l'initie au poker. Méprisée par ses anciens collègues de travail et par son fils qui la trouve trop protectrice, elle développe un nouveau cercle d'amis auprès de ses partenaires de poker.

## Fiche technique
- Titre original : La Mise à l'aveugle
- Réalisation : Simon Galiero
- Scénario : Simon Galiero
- Musique : Domenico Scarlatti
- Direction artistique : Caroline Alder
- Décors : Daniel Carpentier
- Costumes : Marilyne Garceau
- Maquillage : Virginie Bachand
- Photographie : Nicolas Canniccioni
- Son : Olivier Calvert, Sophie Cloutier, Stéphane Bergeron
- Montage : Simon Galiero
- Production : Simon Galiero
- Société de production : Les Films de l'autre
- Sociétés de distribution : FunFilm
- Pays d'origine :  Canada
- Langue originale : français
- Format : couleur
- Genre : drame
- Durée : 80 minutes
- Dates de sortie :
  - Canada : 10 octobre 2012  (Festival du nouveau cinéma de Montréal)
  - Canada : 14 décembre 2012  (sortie en salle au Québec)

## Distribution
- Micheline Bernard : Denise Perron
- Louis Sincennes : Paul
- Marc Fournier : Éric
- Christine Beaulieu : Julie
- Julien Poulin : Michel
- Pierre-Luc Brillant : Alex
- Hugolin Chevrette : Jonathan
- Guillaume Cyr : Théo
- Michel Laperrière : Jacques
- Lise Roy : Françoise
- Mathieu Dufresne : Greg
- Patrick Caux : Martin Lavoie, inspecteur Autorité des marchés financiers
- Louis-Philippe Dandenault : directeur de tournoi
- Claude Préfontaine : chauffeur de taxi